# Gotita de amor
Gotita de amor (no Brasil: Gotinha de Amor) é uma telenovela mexicana produzida por Nicandro Díaz González para a Televisa e exibida pelo Canal de las Estrellas entre 10 de agosto a 27 de novembro de 1998, em 80 capítulos, substituindo Una luz en el camino e sendo substituída por El diario de Daniela.
É um remake da novela Pingo de Gente, de Raymundo López, produzida originalmente pela Rede Record em 1971 e sendo adaptada posteriormente em 1978 como Gotita de gente. Tem por argumento a história de uma garota bonita que foge de um orfanato para buscar a felicidade com Jesus Garcia e sua mãe legítima, Maria Fernanda. O título Gotinha de Amor é uma referência à união de Jesus Garcia e Maria Fernanda de Santiago, apesar das diferentes classes sociais e ao casamento, fruto de um amor dado por sua filha Isabel Belinha de Santiago, que mostrou ao pai que a felicidade e o amor não tem nenhuma relação com o dinheiro.
Exibida em mais de dez países, a trama contou com protagonização de Andrea Lagunes, Laura Flores e Alex Ibarra, além dos protagonistas secudários: Gerardo Murguía, Evita Muñoz, Carmen Amezcua e Alicia Montoya. Como os antagonistas principais: Pilar Montenegro, Mercedes Molto, María Clara Zurita, Isaura Espinoza, Raúl Araiza, Miguel de León, Juan Carlos Casasola e Raquel Morell

## Enredo

### Primeira fase
Isabel, apelidada de Belinha, é uma menina feliz, encantadora, cheia de vida e fé, vive em um orfanato onde foi deixada por Clemente à ordens de Otávio, pai de Maria Fernanda que queria preservar o nome da família. Maria Fernanda se sente amargurada e triste por não estar próxima da filha Isabel e não desiste de procurá-la. No orfanato, a garota Belinha é maltratada pela diretora Justa e por outras crianças, apenas tem a ajuda de Trini, a inspetora e Clara, sua melhor amiga. Lá, Justa tem um amante chamado Romano que em troca de prazer e amor, a recompensa com dinheiro desviado do orfanato, além de juntos venderem os mantimentos que chegavam. Certo dia, Trini descobre tudo que estava acontecendo no orfanato, passa mal e morre. Isabel se sente desprotegida após a morte de Trini e para piorar sua situação, Clara é adotada por um casal rico. Ao procurar Belinha, Maria Fernanda conhece um camelô muito pobre, humilde e gentil chamado Jesus Garcia. À primeira vista, Jesus se apaixona por Maria Fernanda. A condição financeira do trabalhador é precária e apenas com a ajuda dos vizinhos, consegue pagar o aluguel.
Lucrécia de Santiago é apaixonada por Ricardo, um médico que pretende se casar com sua prima, Maria Fernanda. Enciumada, ela tenta fazer com que esse casamento não se realize e o seduz. Bernarda é a mãe de Lucrécia que tem um rancor por seu marido, que sofria de problemas mentais. Triste com tudo que aconteceu no passado, tenta satisfazer a filha, e acaba a ajudando em muitas armações. Célia Olmos é vizinha de Jesus Garcia, apaixonada por ele, odeia Maria Fernanda e faz de tudo para separá-los, com ajuda de Guilherme Corrêa. Eles moram num vilarejo com Dolores "Lolita", Adelaide, Papaizão, Prudência, a mãe de Célia, Florença, Sócrates e Constantino.
Isabel continua sendo maltratada, e obrigada a fazer serviços insuportáveis após a morte de Trini. Para se livrarem de Belinha, as outras meninas que a tratam mal, fazem uma certidão de nascimento falsa onde consta que Jesus Garcia é seu pai e sua mãe está morta. Com esperança, ela foge do orfanato, encontra um cachorro chamado Maxixe e vai rumo à capital, porém ela passa mal e desmaia em frente à casa de seu suposto pai. O camelô a encontra e cuida dela como se fosse sua filha legítima com muito carinho e com ajuda dos vizinhos, inclusive Maria Fernanda que até então, não sabe que Isabel é sua filha biológica. Célia, totalmente iludida, não quer servir como madrasta para Isabel e como vingança, queima a certidão de nascimento dela.

### Segunda fase
Célia faz uma proposta para Guilherme: se ele tirar a guarda de Jesus Garcia sobre Isabel, casar-se-ia com ele. O mesmo pede ajuda à Desdemona, que ficam dispostos a retirar Belinha das mãos do pai, como proposta, eles pedem que Jesus comprove a sua relação mostrando a certidão. Desdemona Mayoral conhece Isabel e faz de tudo para colocá-la em um orfanato. Na primeira tentativa, a garota foge para a cabana dos ciganos, que por sua vez é controlada pelo patriarca Átalo, seguidos de Vilko, Yanka , Naila  e Evaristo. Na segunda tentativa, Belinha vai para o orfanato, onde conhece Giovanna, Enriqueta, Augusto, Madre Superiora e as Irmãs Marcela, Cândida e Lucha.
Justa, agora com seu amante, foi demitida do orfanato do interior, por permitir a fuga de Isabel, e está disposta a encontrar a garota e se vingar. Em uma visita ao museu da capital, ela encontra as crianças do orfanato onde Belinha se encontra e a ameaça, pondo em plano, a adoção da menina. Desdemona, age como cúmplice e os ajuda, porém Constantino dá uma chance para Jesus que recebe a guarda dela, porém tem que arrumar um trabalho melhor para sustentá-la. A esposa do juiz, Florença, ordena que ele faça com que Jesus case com Célia em mão da guarda definitiva. Ele aceita e proposta e Jesus foge para Plueba com sua filha, a antiga cidade onde Isabel morava no orfanato Santa Ursula, que por sua vez, encontram Paula, que tem dois filhos: Paco e Juliana, eles acham que perderam o pai e ficaram amargurados, com ajuda da garota, recuperam a felicidade e descobrem que Francisco não morreu. De volta a capital, Lucrécia, agora casada com Ricardo, enciumada, conta as verdades de Maria Fernanda para Jesus que se revolta e eles brigam. Célia, que estava prestes a casar com Guilherme, desiste do casamento.
Após cumprir todas as regras impostas pelo juiz, o camelô agora como vendedor de mercado, está disposto a viver bem com Belinha, porém Maria Fernanda descobre por parte de Clemente, que estava doente, que Isabel é sua legítima filha e quer reconciliar com Jesus, mas ele não quer se casar com uma rica, apesar de amá-la. Lucrécia ainda continua com ciúmes de sua prima e começa a ter crises de loucura, herdadas por seu pai e continua a fazer mal para Jesus e Maria Fernanda, que agora está com sua filha. Ulisses, o verdadeiro pai da Belinha, regressa e está disposto a receber a guarda dela. Lucrécia decide matar Maria Fernanda e a sequestra. Jesus, triste com toda a situação que está acontecendo, pede Célia em casamento, porém Guilherme a derruba do alto do prédio do vilarejo. Justa e Romano sequestram Belinha, com intuito de ganhar dinheiro.

### Final da trama
Com a ajuda do Detetive Rômulo, Jesus e Ricardo ficam preocupados com o sumiço de Maria Fernanda e descobrem o cativeiro de Lucrécia, que é colocada num manicômio. Bernarda se arrepende das maldades que fez a Maria Fernanda. Justa ao tentar fugir da polícia é coberta por cimento que se quebra e seu amante morre na prisão ao ser atacado por um companheiro de cela, mas antes da morte, revela os planos de Desdêmona que tenta evitar a prisão, mas acaba morrendo prensada por um rolo compressor. Célia fica paralítica e com isso, Jesus percebe que tem que cumprir sua promessa. Porém, Célia se recupera parcialmente e se arrepende de tudo o que fez, e se apaixona por seu médico terapeuta. Guilherme é condenado por vários crimes e perde o contato com a família. Ricardo pede Carla sua secretária e melhor amiga de Célia em namoro e esta aceita. Augusto o pai de Ulisses decide sequestrar a garota mais é impedido pelo filho que devolve a menina a seus pais e renúncia seus direitos, após isso o avô de Belinha tem um infarto e morre em seguida. Jesus pede Maria Fernanda em casamento e terminam felizes ao lado de Isabel.

## Produção
Exibida pela primeira vez no Brasil entre 22 de janeiro e 10 de abril de 2001, o folhetim é uma adaptação de uma produção brasileira da Rede Record, Pingo de Gente (1971), que posteriormente, foi adaptada em Gotita de gente (1978) pela Televisa, mesma produtora de Gotita de amor, com roteiro original de Raymundo López. A segunda exibição no Brasil ocorreu de 17 de setembro de 2012 a 19 de fevereiro de 2013.

### Antecedentes e filmagens
Gotita de amor faz parte das telenovelas da produtora mexicana Televisa, a qual foi iniciada em 1998. Ela foi uma das produções mexicanas que teve sua exibição no SBT durante a parceria com a Televisa em 2001. No mesmo ano, sua produtora criou La usurpadora e El privilegio de amar. Sua antecessora, foi a telenovela Gotita de gente, exibida em 1978, que por sua vez é uma refilmagem de Pingo de Gente (1970).
As filmagens da telenovela aconteceram em 1998, mesmo ano de exibição, com direção de Nicandro Díaz González e roteiro de Raymundo López. As gravações de Gotita de amor aconteceram em Puebla e na Cidade do México.

## Lançamento e repercussão
No México, a trama obteve uma recepção positiva, em questão à audiência e à popularidade. O portal castelhano Panorama classificou a interpretação da protagonista Andrea Lagunes como o "pique" da fama que alavancou o sucesso da atriz. O comentarista do portal Diario el Amanecer relatou que "a telenovela foi mais um dos sucessos infantil da produtora Televisa e serviu como a primeira e maior experiência de Andrea e aumentou o status de Laura Flores e Alex Ibarra, que foram bem escalados para os papéis principais. A trilha sonora foi mais um alcance para nossa 'gotinha de amor' ser uma fantástica cantora, as treze canções são totalmente cabíveis numa obra do gênero". A repórter Vanessa Felix em uma entrevista com a protagonista no programa mexicano Debate parabenizou a atuação de Lagunes e colocou a trama como "uma preparação para todos os atores, já que tinha uma ótima produção musical e visual".
A telenovela foi amplamente bem-recebida no Brasil durante seus primeiros capítulos, inclusive na reprise. O portal Na Telinha considerou que a trama obteve uma ótima audiência na primeira semana: "A reprise da novela mexicana conquistou média de 6 pontos e abriu 50% de vantagem sobre a Record no horário. A concorrente marcou 4 pontos no mesmo período e transmitiu parte do Balanço Geral e o começo do Programa da Tarde." e elogiou a estreia, comparando-a com as telenovelas do horário nobre da concorrente: "Curiosamente, o desempenho inicial de Gotinha de Amor foi superior ao das duas novelas inéditas exibidas pela Record no horário nobre. Máscaras, que está em seus últimos capítulos, teve 5 pontos e Rebelde, 4."
Rogério Frandolozzo e Arthur Viana, do portal RD1 da iG, em suas comparações com outras telenovelas, a classificou como uma novela que, "se deu super-bem". O colunista Matheus Moraes comentou sobre o Programa da Tarde, principal concorrente da telenovela: "Imagino Vildomar enlouquecido, gritando no ponto eletrônico: 'Estamos tomando pau da Usurpadora, estamos apanhando da Gotinha de Amor'. Eis que surge Britto Jr., apoiado na bancada, doido para arrancar seus últimos fios de cabelo e Aninha (Ana Hickmann) despencando dos seus quase dois metros de altura, no chão."

## Elenco

Os protagonistas da telenovela. Da esquerda para a direita: Maria Fernanda (Laura Flores), Isabel "Belinha" (Andrea Lagunes) e Jesus García (Alex Ibarra).

Durante a primeira fase da telenovela, Andrea Lagunes interpreta Isabel "Belinha" de Santiago García, uma criança vivaz e graciosa que foge do orfanato Santa Ursula, dirigido por Justa Quiñones (María Clara Zurita) e seu amante Romano Corrêa (Juan Carlos Casasola), para buscar a felicidade com seus pais Jesus Garcia (Alex Ibarra) e Maria Fernanda de Santiago (Laura Flores). Jesus mora num vilarejo com Guilherme Corrêa (Raúl Araiza), Célia Olmos (Pilar Montenegro), Dolores "Lolita" (Evita Muñoz), Papaizão (Héctor Herrera), Adelaide (Pilar Escalante), Prudencia Olmos (Socorro Bonilla), Florência Corrêa (Elizabeth Dupeyrón), Constantino Corrêa (Eduardo Inzua) e Sócrates (Héctor Sáez). Por outro lado, Maria Fernanda mora numa mansão com Clemente (Guillermo Zarur), Honória (Carmelita González), Bernarda de Santiago (Raquel Morell) e  Lucrécia de Santiago (Mercedes Molto) que faz de tudo para conquistar Ricardo Sotomayor (Gerardo Murguía), que mora com sua tia Dalila (Martha Roth).
No orfanato onde Justa maltratava Belinha, ela conhece Trinidad "Trini" (Alicia Montoya), a inspetora do local que tinha um grande carinho por Isabel. Quando Trini morreu, ela virou "anjo de guarda" da mesma. A garota também conhece Clara Antônia (Monserrat de León), Paty (Natasha Dupeyrón), Daniela (Daniela Luján), Núria (Michelle González) e Flávia Rivera (Andrea Soberón). Seguidos da assistente social Desdemona Mayoral (Isaura Espinoza), do pai legítimo de Isabel, Ulisses Barroso (Miguel de León), dos ciganos Átalo (Joaquín Cordero), Vilko (Sergio Blass), Yanka (Estela Barona), Naila (Vanessa Villela) e Evaristo (Ricardo Vera), dos órfãos Giovanna (Paulina Martell), Enriqueta (Ximena Sariñana), Augusto (Ramón Menéndez), da Madre Superiora (Irán Eory), das Irmãs Marcela (Carmen Amezcua), Cândida (Luisa Huertas) e Lucha (Vilma Traca), da amargurada Paula (Adriana Fonseca) e de seus filhos Paco e Juliana (Paulina Álvarez), fruto de um relacionamento com Francisco (Javier Herranz), das professoras Lorena (Paty Díaz), Pilar (Ana Karla Kegel), Socorro (Elena Paola Kegel) e Leoncia (Rosita Bouchot).

## Exibição e audiência
A telenovela foi exibida no México em 1998 e garantiu boa audiência, assim como outras telenovelas da emissora, a média total da trama foi de 40% em um share de 72%. Na televisão mexicana, é considerado um ótimo índice para a faixa das "novelas da sete". Foi exibida no Brasil, pelo SBT, entre 22 de janeiro e 10 de abril de 2001, substituindo Chiquititas e sendo substituída por Serafim.
Foi reprisada entre 17 de setembro de 2012 e 19 de fevereiro de 2013 em 106 capítulos, substituindo a reprise de Pequena Travessa e sendo substituída por Rosalinda.
Sua primeira exibição, no Brasil, deu média geral de 12 pontos e seu último capítulo conquistou 16 pontos, segundo dados do Painel Nacional de Televisão. Na Grande São Paulo, a primeira semana de exibição em 2012, no Brasil, Gotita de amor conquistou o segundo lugar com 6 pontos abrindo 50% de vantagem sobre o Programa da Tarde e perdendo apenas para a reprise Chocolate com Pimenta que alcançou 17 pontos. Meses depois, a telenovela perdeu audiência, totalizando por volta de 4 pontos, em parte devido a fracassada reprise de Jamais te Esquecerei, porém mantendo a vice-liderança para o SBT. O último capítulo da exibição brasileira concluiu 4 pontos.
Na região metropolitana de Rio de Janeiro, manteve índices semelhantes, como 5 e 6 pontos. Em Brasília, cujo dados do consolidados informam que o SBT garante boa audiência, Gotinha de Amor recebe ótimos dados que totalizam 8 pontos. Em Goiânia, obteve índices satisfatórios de 8 pontos.
| País                 | Emissora(s)                     | Título local     |
| -------------------- | ------------------------------- | ---------------- |
| Brasil               | SBT                             | Gotinha de Amor  |
| Chile                | Megavisión                      |                  |
| Colômbia             | Canal Caracol RCN               |                  |
| Equador              | Gama TV                         |                  |
| Espanha              | Canal Sur                       |                  |
| Estados Unidos       | TeleFutura Univision Galavisión | Dropets of Love  |
| Paraguai             | Telemicro                       |                  |
| Peru                 | América Televisión              |                  |
| Polónia              | TVP3                            | Kropelka Miłości |
| República Dominicana | Latele                          |                  |
| Venezuela            | Venevisión                      |                  |
| Filipinas            | ABS-CBN                         | Chabelita        |

## Dublagem
A telenovela foi dublada, em 2001, pelo estúdio de dublagem e legendagem carioca Herbert Richers. Contou com a direção de Marlene Costa e Ângela Bonatti, com tradução de Alexandra Plubins.[carece de fontes?]
| Dublador(a)      | Personagem                        |  | Dublador(a)       | Personagem                 |
| Fernanda Crispim | Isabel Belinha de Santiago García |  | Juraciara Diácovo | Maria Fernanda de Santiago |
| Paulo Vignolo    | Jesus García                      |  | Maíra Góes        | Célia Olmos                |
| Vânia Alexandre  | Madre Superiora                   |  | Mariangela Cantú  | Bernarda de Santiago       |
| Izabel Lira      | Paula                             |  | Mário Monjardim   | Papaizão                   |
| Marco Moreira    | Ulisses Barroso                   |  | Flávia Fontenelle | Daniela                    |
| Marly Ribeiro    | Irmã Candida                      |  | Jorge Lucas       | Detetive Rômulo            |

## Trilha sonora
A trilha sonora de Gotita de amor é composta pela canção de abertura mexicana "Gotita de amor", de autoria de Tatiana e brasileira "O Amor É Real", de autoria da atriz Daniela Luján. A tradução da melodia espanhola simboliza o enredo da trama, cuja letra mostra a história da protagonista principal.
| CD             |                                            |                                   |                                |         |  |
| N.º            | Título                                     | Música                            | Personagem(ns)                 | Duração |  |
| 1.             | "O Amor É Real"                            | Daniela Luján                     | Abertura em português          | 3:34    |  |
| 2.             | "Gotita de amor"                           | Tatiana                           | Abertura em espanhol           | 2:29    |  |
| 3.             | "Una Y Otra Vez"                           | Laura Flores                      | Tema de Maria Fernanda         | 3:34    |  |
| 4.             | "Love Actually (Simplesmente Amor)"        | L. Flores, A. Ibarra e A. Lagunes | Tema de Jesus e Maria Fernanda | 1:48    |  |
| 5.             | "No llore (Não chore)"                     | Alicia Montoya                    | Tema de Trinidad               | 0:52    |  |
| 6.             | "Canción de amor (Canção do amor)"         | L. Flores, A. Ibarra e A. Lagunes | Tema de Jesus e Maria Fernanda | 1:21    |  |
| 7.             | "Fondo del mar (Fundo do mar)"             | Andrea Lagunes                    | Tema de Isabel                 | 1:01    |  |
| 8.             | "Tengo que me ocultar (Tenho me esconder)" | Andrea Lagunes                    | Tema de Célia                  | 0:41    |  |
| 9.             | "Rata vieja (Ratazana velha)"              | Andrea Lagunes                    | Tema de Isabel                 | 0:46    |  |
| 10.            | "Un papel (Um papel)"                      | Andrea Lagunes                    | Tema de Isabel                 | 0:58    |  |
| Duração total: | Duração total:                             | Duração total:                    | Duração total:                 | 19:44   |  |